# 片田村
片田村（かただむら）は三重県安濃郡にあった村。現在の津市片田各町にあたる。

## 地理
- 河川：岩田川

## 歴史
- 1889年（明治22年）4月1日 - 町村制の施行により、安濃郡長谷場村・田中村・志袋村・井戸村・片田村・久保村・薬王寺村・長谷村の区域をもって片田村が発足。
- 1954年（昭和29年）8月1日 - 津市に編入。同日片田村廃止。

## 交通

### 鉄道路線
- 安濃鉄道
  - 片田支線（1927年廃止）：志袋駅 - 片田駅

### 道路
- 国道163号